# Olympische Sommerspiele 1956/Wasserspringen
Bei den XVI. Olympischen Sommerspielen 1956 in Melbourne fanden vier Wettbewerbe im Wasserspringen statt, je zwei für Frauen und Männer. Austragungsort war das Olympic Swimming Stadium.

## Bilanz

### Medaillenspiegel
| Platz | Land               | Gold | Silber | Bronze | Gesamt |
| ----- | ------------------ | ---- | ------ | ------ | ------ |
| 1     | Vereinigte Staaten | 3    | 4      | 2      | 9      |
| 2     | Mexiko             | 1    | –      | 1      | 2      |
| 3     | Kanada             | –    | –      | 1      | 1      |

### Medaillengewinner
| Konkurrenz        | Gold            | Silber        | Bronze          |
| ----------------- | --------------- | ------------- | --------------- |
| Kunstspringen 3 m | Bob Clotworthy  | Donald Harper | Joaquín Capilla |
| Turmspringen 10 m | Joaquín Capilla | Gary Tobian   | Richard Conner  |

| Konkurrenz        | Gold               | Silber        | Bronze          |
| ----------------- | ------------------ | ------------- | --------------- |
| Kunstspringen 3 m | Patricia McCormick | Jeanne Stunyo | Irene MacDonald |
| Turmspringen 10 m | Patricia McCormick | Juno Irwin    | Paula Pope      |

## Ergebnisse Männer

### Kunstspringen 3 m
| Platz | Land | Sportler        | Punkte |
| ----- | ---- | --------------- | ------ |
| 1     | USA  | Bob Clotworthy  | 159,56 |
| 2     | USA  | Donald Harper   | 156,23 |
| 3     | MEX  | Joaquín Capilla | 150,69 |
| 4     | USA  | Glen Whitten    | 148,55 |
| 5     | URS  | Gennadi Udalow  | 140,64 |
| 6     | URS  | Roman Brener    | 139,14 |
| 7     | CHI  | Günther Mund    | 137,53 |
| 8     | HUN  | József Gerlach  | 136,08 |

Datum: 30. November und 1. Dezember 1956 

24 Teilnehmer aus 13 Ländern

### Turmspringen 10 m
| Platz | Land | Sportler            | Punkte |
| ----- | ---- | ------------------- | ------ |
| 1     | MEX  | Joaquín Capilla     | 152,44 |
| 2     | USA  | Gary Tobian         | 152,41 |
| 3     | USA  | Richard Conner      | 149,79 |
| 4     | HUN  | József Gerlach      | 149,25 |
| 5     | URS  | Roman Brener        | 142,95 |
| 6     | USA  | William Farrell     | 139,12 |
| 7     | HUN  | Ferenc Siák         | 138,83 |
| 8     | URS  | Michail Tschatschba | 134,52 |

Datum: 5. und 6. Dezember 1956 

22 Teilnehmer aus 10 Ländern

## Ergebnisse Frauen

### Kunstspringen 3 m
| Platz | Land | Sportlerin               | Punkte |
| ----- | ---- | ------------------------ | ------ |
| 1     | USA  | Patricia McCormick       | 142,36 |
| 2     | USA  | Jeanne Stunyo            | 125,89 |
| 3     | CAN  | Irene MacDonald          | 121,40 |
| 4     | USA  | Barbara Gilders          | 120,76 |
| 5     | URS  | Walentina Tschumitschewa | 118,50 |
| 6     | GBR  | Ann Long                 | 107,61 |
| 7     | FRA  | Nicole Darrigrand        | 106,32 |
| 8     | JPN  | Kanoko Tsutani           | 103,12 |

Datum: 3. und 4. Dezember 1956 

17 Teilnehmerinnen aus 9 Ländern

### Turmspringen 10 m
| Platz | Land | Sportlerin           | Punkte |
| ----- | ---- | -------------------- | ------ |
| 1     | USA  | Patricia McCormick   | 84,85  |
| 2     | USA  | Juno Irwin           | 81,64  |
| 3     | USA  | Paula Pope           | 81,58  |
| 4     | FRA  | Nicole Darrigrand    | 78,80  |
| 5     | URS  | Tatjana Wereina      | 76,95  |
| 6     | URS  | Ljubow Schigalowa    | 76,40  |
| 7     | GBR  | Ann Long             | 76,15  |
| 8     | DEN  | Birte Christoffersen | 75,21  |
|       |      |                      |        |
| 13    | AUT  | Eva Pfarrhofer       | 46,02  |

Datum: 6. und 7. Dezember 1956 

18 Teilnehmerinnen aus 10 Ländern